# Motor refrigerado por aire

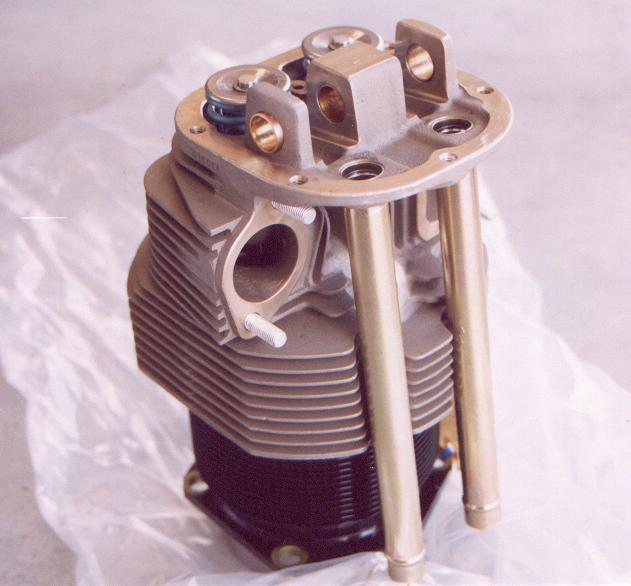
Cilindro enfriado por aire

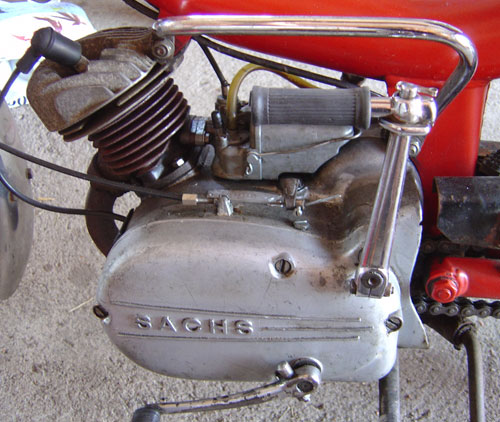
Motor de ciclomotor refrigerado por aire

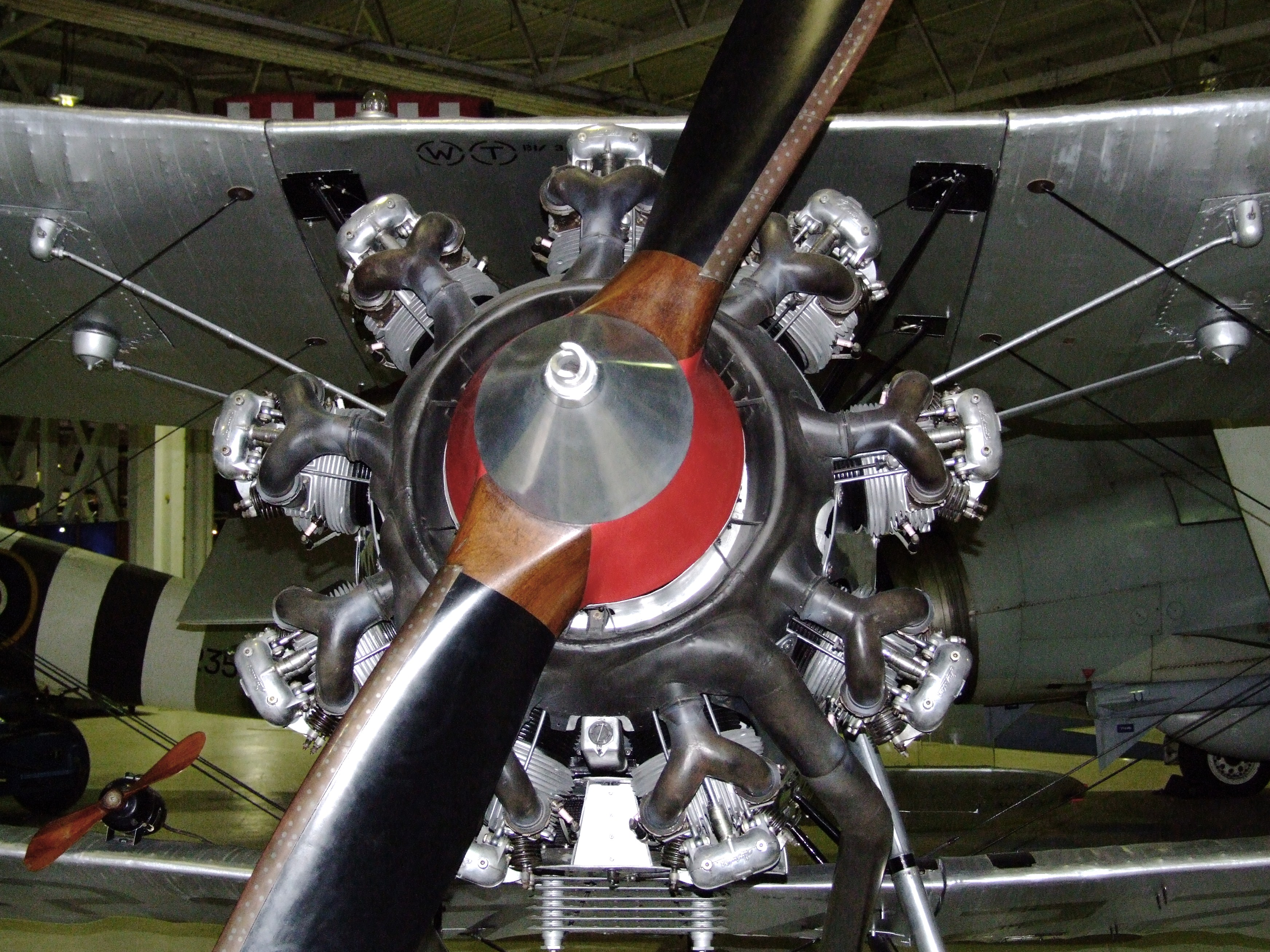
Motor de aviación Bristol Jupiter VI, refrigerado por aire

Un motor refrigerado por aire, como indica su nombre, se vale de la circulación del aire que lo rodea para disipar el calor generado por su funcionamiento, con el fin de evitar temperaturas excesivas que podrían provocar su rotura. La inmensa mayoría de las máquinas endotérmicas utilizan la refrigeración por aire o mediante líquidos para evitar problemas de sobrecalentamiento.

## Funcionamiento
El sistema se basa en la circulación del aire que fluye alrededor del bloque del motor, y especialmente sobre los cuerpos de los cilindros (sobre los que se dispone una superficie con aletas, cuya gran superficie facilita la disipación del calor). Este movimiento favorece el intercambio de calor entre el flujo de aire fresco y la superficie metálica caliente del motor, enfriándolo. 

### Refrigeración solo por aire

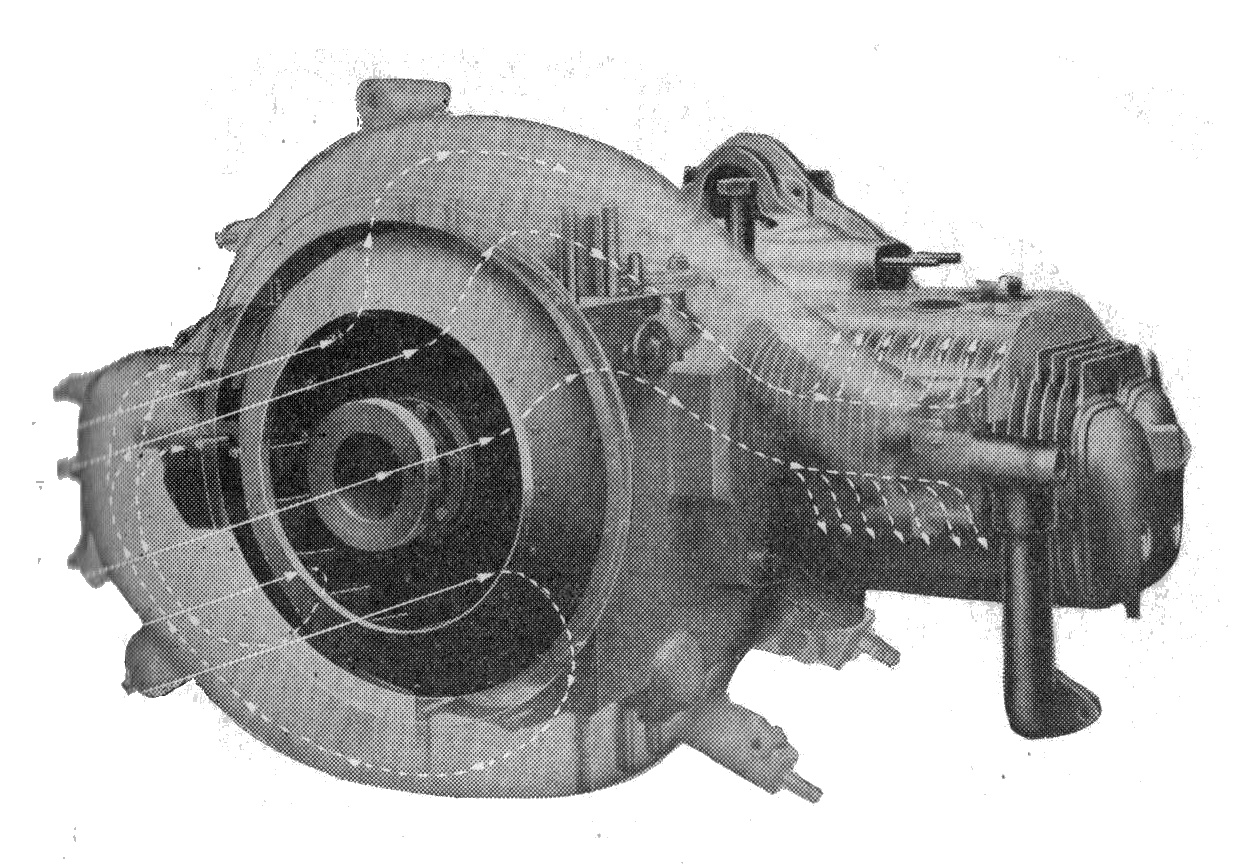
Motor con enfriamiento por aire forzado

El enfriamiento puede ser de los siguientes tipos: 
- Refrigeración por aire directa: el motor está "al descubierto" (como en las motocicletas), y el aire de refrigeración está en movimiento gracias a la propia marcha del vehículo (en este caso, se puede hablar de enfriamiento libre)

- Refrigeración por aire forzada: el motor está "cubierto" (como en los automóviles o los escúteres) y la circulación de aire es forzada por ventiladores especiales (normalmente, la circulación directa también se mantiene a través de tomas de aire y rejillas diseñadas al efecto)

### Refrigeración aire-aceite
En los motores de 4 tiempos refrigerados por aire, el aceite del motor ayuda al aire a mantener constante la temperatura de funcionamiento del motor al deslizarse dentro de los conductos presentes en el cilindro, de manera similar al sistema líquido. El sistema SACS (Suzuki Advanced Cooling System) es un auténtico sistema de este tipo, aunque en esta denominación a menudo se incluyen motores con un sistema para enfriar el aceite del motor mediante un radiador, en el que no se utiliza el poder refrigerante de la circulación del aire cuando incide directamente sobre los cilindros.

## Diseño
Este sistema de enfriamiento se puede optimizar aún más adoptando algunas características especiales de diseño
- Aletas de base ancha: unas aletas gruesas en la base y delgadas en las puntas permiten reducir la temperatura de manera más homogénea y mejorar el enfriamiento.
- Mejor contacto entre el barril y el cilindro: cuando se dispone de un cilindro de hierro fundido o acero revestido por una carcasa de aluminio, para mejorar la propagación térmica entre los dos metales es preferible utilizar una superficie de contacto corrugada (pliegues o costillas). Esta mayor superficie de contacto permite mejorar el flujo de calor.
- Disposición optimizada: al diseñar las zonas de unión de manera apropiada y con espesores adecuados, es posible optimizar el enfriamiento y hacer un mejor uso de las aletas de enfriamiento.

## Ventajas
El sistema de aire se caracteriza por: 
- Simplicidad constructiva
- Economía del sistema
- Sin mantenimiento periódico
- Un menor peso en comparación con el sistema de enfriamiento líquido (agua, soluciones acuosas u otros)

## Desventajas
El sistema de aire se caracteriza por: 
- Capacidad de enfriamiento reducida, debido a las menores propiedades de intercambio de calor del aire en comparación con el líquido refrigerante.
- Control no óptimo de la temperatura del motor, que puede estar sujeto a cambios bruscos de temperatura.
- Mayor ruido mecánico, debido al cilindro menos grueso.
- Depósitos de barro, polvo o suciedad entre las aletas de refrigeración pueden mermar sensiblemente su rendimiento.
- Mayores limitaciones de diseño y configuración que la refrigeración líquida.

## Utilización
El enfriamiento por aire se había extendido, especialmente en el pasado, en el sector de las motocicletas, donde era más fácil valerse de la circulación directa del aire. Con la propagación de motores equipados con tecnologías particulares (el cabezal de válvulas múltiples, sobre todo), la necesidad de bajar las temperaturas ha aumentado, y por lo tanto, desde la década de 1980 se ha reducido el uso de este sistema a favor de los sistemas con líquidos. También en el sector automotor, la refrigeración por aire, por las mismas razones, prácticamente ha desaparecido hoy en día. Sin embargo, en el pasado hubo muchos ejemplos de automóviles refrigerados por aire, tanto entre los modelos económicos como entre coches deportivos con motor trasero. Todos estos coches tenían motores de dos cilindros o arquitectura bóxer. Todavía se usa en motores especiales para vehículos pesados destinados a situaciones extremas o para pequeños equipos motorizados, como desbrozadoras o motosierras. 
|  |  |  |  |